# Hamza al-Isfahaní
Abu-Abd-Al·lah Hamza ibn al-Hàssan al-Isfahaní (àrab: أبو عبد الله حمزة بن الحسن الأصفهاني, Abū ʿAbd Allāh Ḥamza b. al-Ḥasan al-Iṣfahānī), més conegut senzillament com a Hamza al-Isfahaní (Esfahan, 893-961), fou un historiador i filòleg persa del segle x en llenga àrab.
Va morir després del 961 quan va acabar la seva obra, una cronologia dels governants islàmics i preislàmics. Va viure sempre a Esfahan, però va visitar tres vegades Bagdad. Va escriure també una història d'Esfahan, proverbis, poesia i lexicografia.
Era considerat un activista de la xubiyya, és a dir, un nacionalista persa contra els àrabs.